# Christian Bekamenga
Christian Bekamenga Bekamengo Aymard (* 9. Mai 1986 in Yaoundé) ist ein kamerunischer Fußballspieler.

## Karriere

### Verein
Erste Vereine Bekamengas im Seniorenbereich waren der Impôts FC Yaoundé und ab 2004 spielte er für den malaysischen Zweitligisten Negeri Sembilan FA. Nach den zwei weiteren ozeanischen Stationen PKNS FC und Persib Bandung setzte er ab 2008 seine Karriere in Frankreich fort. Hier spielte er als erstes für den FC Nantes. Dieser lieh ihn in der Spielzeit 2010/11 an Skoda Xanthi aus und gab ihn im Sommer 2012 an US Orléans ab. Hier blieb er nur eine halbe Saison und spielte nachfolgend überwiegend für französische Zweitligisten. Mit dem FC Metz beendete er die Zweitligasaison 2015/16 als Tabellendritter und trug damit zum Aufstieg seines Klubs in die Ligue 1 bei. Im Sommer 2016 verpflichtete ihn der türkische Zweitligist Balıkesirspor und ein Jahr später wechselte er zu Liaoning Hongyun nach China. Ab 2018 waren dann die türkischen Klubs Büyükşehir Belediye Erzurumspor und Elazığspor, Muktijoddha Sangsad KC in Bangladesch, Club Real Potosí in Bolivien sowie der französische Amateurverein FC Alberes Argelès die nächsten Stationen des Wandervogels. Seit dem 19. August 2022 steht der Stürmer nun beim andorranischen Erstligisten UE Sant Julià unter Vertrag.

### Nationalmannschaft
Bekamenga nahm mit der Olympiaauswahl Kameruns an den olympischen Sommerspielen 2008 teil. Während des Turniers in China absolvierte er drei Partien und schaffte es mit der Auswahl bis ins Viertelfinale. Am 26. März 2016 debütierte er dann auch für die kamerunische A-Nationalmannschaft in der Afrika-Cup-Qualifikation gegen Südafrika. Beim 2:2-Unentschieden in Limbé stand er über die komplette Spielzeit auf dem Feld.